# Catfish Brasil
Catfish Brasil es la versión brasileña del programa de televisión estadounidense Catfish: Mentiras en la Red basado en el documental de 2010 Catfish y lo presenta Nev Schulman, producido por Producciones Animus y transmitido por MTV (Brasil) es presentado por Ciro Ventas y Ricardo Gadelha, se estrenó el 31 de agosto de 2016.

## Argumento
El programa aborda relaciones que nacen en Internet: parejas que a lo largo de meses y años sólo se relacionan por la red y que nunca se vieron personalmente. En cada episodio, Ciro de venta y Ricardo presentadores se sumergen en una nueva aventura para ayudar a una persona en el amor para descubrir la verdad sobre su compañero. La idea es investigar y ayudar a quien puede haber sido engañado a desvelar mentiras y verdades sobre su relación en línea. Como no hay escasez en Internet es la gente que quiere dar el truco, a menudo la persona se enfrenta cara a cara con alguien totalmente diferente de lo que pensaba que sabía.
"Sabemos que el brasileño es uno de los que más usan las redes sociales en el mundo, tanto para exponer opiniones y para relacionarse con otras personas, sean amigas o no en el llamado 'mundo real'. Así que decidimos producir una versión nacional del siluro, un programa que 's tenido mucho éxito aquí con la versión americana y que muestra el lado oscuro de relacionarse con alguien en el mundo virtual, explica James Worcman, vicepresidente senior de programación y contenido MTV en América Latina . Es uno de los programas con más audiencia del tipo en América latina".

## Episodios
| Temporada | Temporada | Episodios | Transmisión en Brasil    | Transmisión en Brasil |
| Temporada | Temporada | Episodios | Inicio                   | Final                 |
| --------- | --------- | --------- | ------------------------ | --------------------- |
|           | 1         | 8         | 31 de agosto de 2016     | 19 de octubre de 2016 |
|           | 2         | 4         | 20 de septiembre de 2017 | 11 de octubre de 2017 |
|           | 3         | 10        | 25 de julio de 2018      | 10 de octubre de 2018 |